# 龙圩镇
龙圩镇是中华人民共和国广西壮族自治区梧州市龙圩区下辖的一个镇。

## 行政区划
龙圩镇下辖以下村级行政区划单位：
城东社区、龙城社区、城南社区、城西社区、佛子冲铅锌矿社区、恩义村、林水村、都坎村、四合村、大恩村、古凤村、中村、念村、寨中村、思念村、社学村、新利村和工业园区社区。